# Killadysert
Killadysert (iriska: Cill an Dísirt) är en ort i republiken Irland.   Den ligger i grevskapet An Clár och provinsen Munster, i den centrala delen av landet, 210 km väster om huvudstaden Dublin. Killadysert ligger 28 meter över havet och antalet invånare är 378.
Terrängen runt Killadysert är platt. Havet är nära Killadysert åt sydost.  Närmaste större samhälle är Shannon, 16,7 km öster om Killadysert. Trakten runt Killadysert består i huvudsak av gräsmarker.